# Weekly Shōnen Magazine
Weekly Shōnen Magazine (週刊少年マガジン?, Shūkan Shōnen Magajin) è una rivista di manga edita a cadenza settimanale dalla Kōdansha a partire dal 17 marzo 1959. È una delle principali riviste shōnen del panorama nipponico come confermano le vendite: infatti supera largamente il milione di copie vendute ed è seconda solo alla diretta concorrente Weekly Shōnen Jump di casa Shūeisha.

## Storia della rivista
La rivista, nata nel 1959 insieme alla rivale Shōnen Sunday, si è affermata soprattutto negli anni settanta grazie alla presenza di opere come Rocky Joe, L'Uomo Tigre, Kamen Rider, Devilman e Sampei hanno contribuito alla popolarità della rivista in quegli anni. Il dominio sul mercato è continuato fino a che la rivale Shōnen Jump, nata nel 1968, non raggiunse la popolarità nella seconda metà degli anni ottanta con opere come Ken il Guerriero e, soprattutto, Dragon Ball che aiuterà la rivista di casa Shūeisha a rimanere il top sul mercato fino a metà anni novanta. Nonostante ciò lo Shonen Magazine ha pubblicato negli anni numerosi manga di successo come Hajime no Ippo, Kindaichi shōnen no jikenbo e Great Teacher Onizuka negli anni novanta o come Air Gear, Ace of Diamond, Fairy Tail, The Seven Deadly Sins - Nanatsu no taizai, Fire Force, Tokyo Revengers e Blue Lock negli anni duemila. Al momento la rivista è la seconda in Giappone per tiratura, con più di un milione di copie stampate.

## I manga attualmente pubblicati
Ci sono attualmente ventisei serie pubblicate regolarmente su Weekly Shōnen Magazine (Ahiru no Sora è in pausa a tempo indeterminato). Una volta pubblicati abbastanza capitoli, questi vengono raccolti in volumi sotto l'etichetta Kodansha Comics.
| Titolo | Autore                            | Prima uscita   |
| --- | --------------------------------- | -------------- |
| Hajime no Ippo (はじめの一歩?)                                                                            | George Morikawa                   | ottobre 1989   |
| Ahiru no Sora (あひるの空?)                                                                               | Hinata Takeshi                    | dicembre 2003  |
| Rent a Girlfriend (彼女、お借りします?, Kanojo, Okarishimasu)                                             | Reiji Miyajima                    | luglio 2017    |
| Blue Lock (ブルーロック?)                                                                                 | Mineyuki Kaneshiro, Yūsuke Nomura | agosto 2018    |
| A Couple of Cuckoos (カッコウの許嫁?, Kakkō no Iinazuke)                                                  | Miki Yoshikawa                    | gennaio 2020   |
| Shangri-La Frontier (シャングリラ・フロンティア?)                                                         | Katarina, Ryōsuke Fuji            | luglio 2020    |
| Four Knights of the Apocalypse (黙示録の四騎士?, Mokushiroku no Yon-kishi)                                | Nakaba Suzuki                     | gennaio 2021   |
| Squalificati - Ranger Reject (戦隊大失格?, Sentai Daishikkaku)                                            | Negi Haruba                       | febbraio 2021  |
| The Café Terrace and Its Goddesses (女神のカフェテラス?, Megami no Cafe Terrace)                          | Kōji Seo                          | febbraio 2021  |
| Tying the Knot with an Amagami Sister (甘神さんちの縁結び?, Amagami-san Chi No Enmusubi)                  | Marcey Naito                      | aprile 2021    |
| My Charms Are Wasted (黒岩メダカに私の可愛いが通じない?, Kuroiwa Medaka ni watashi no kawaii ga tsūjinai) | Ran Kuze                          | maggio 2021    |
| The Blue Wolves of Mibu (青のミブロ?, Ao no Miburo)                                                       | Tsuyoshi Yasuda                   | ottobre 2021   |
| Gachiakuta (ガチアクタ?)                                                                                  | Kei Urana                         | febbraio 2022  |
| Seitokai ni mo Ana wa Aru! (生徒会にも穴はある!?)                                                         | Muchimaro                         | aprile 2022    |
| Kanan-sama Is Easy as Hell! (カナン様はあくまでチョロい?, Kanan-sama wa Akumade Choroi)                   | Nonco                             | giugno 2022    |
| Yowayowa Sensei (よわよわ先生?)                                                                           | Fukuchi, Kamio                    | novembre 2022  |
| Midnight Heart Tune (真夜中ハートチューン?, Mayonaka Hāto Chūn)                                           | Igarashi, Masakuni                | settembre 2023 |
| Orion's Board (盤上のオリオン?, Banjō no Orion)                                                           | Naoshi Arakawa                    | gennaio 2024   |
| Kaijin Fugeki (灰仭巫覡?)                                                                                 | Oh! great                         | maggio 2024    |
| Yume Neko Connect (ゆめねこねくと?)                                                                       | Kō Sawada                         | settembre 2024 |
| Suruga Meteor (スルガメテオ?)                                                                             | Tanaka Drill                      | gennaio 2025   |
| The Werewolf Who Wants to Stay Alive (生きたがりの人狼ワーウルフ?, Ikitagari no Wāurufu)                  | Shigeki Tange                     | marzo 2025     |
| The Kagari Monster Family (篝家の8兄弟?, Kagari-ke no Hachi Kyōdai)                                       | Sora Daichi                       | marzo 2025     |
| Kurotsuki no Yaergnacht (黒月のイェルクナハト?, Kurotsuki no Ierukunahato)                                | Kou Suzumoto                      | aprile 2025    |
| Kito the Night Bell (夜鐘のキト?, Yorukane no Kito)                                                       | Genri Natsume                     | maggio 2025    |
| Dream Jumbo Girl (ドリーム☆ジャンボ☆ガール?, Dorīmu Janbo Gāru)                                           | Hiroyuki                          | maggio 2025    |
| Idolatry (アイトラトリイ?)                                                                                | Shin Otaka, Homare                | luglio 2025    |

## Riviste minori

### Magazine SPECIAL
Magazine Special (マガジンSPECIAL?) è una rivista di manga edita a cadenza mensile dalla Kōdansha a partire dal 1983 e venduta al prezzo di 500 Yen, con una circolazione di circa 57000 copie. Principalmente ospita storie sportive o romantiche basate sulla vita scolastica. La maggior parte delle storie pubblicate provengono da Shōnen Magazine dal quale sono state trasferite ed a sua volta trasferisce storie alla rivista maggiore, come è successo a Yankee-kun & Megane-chan - Il teppista e la quattrocchi. Inoltre ospita anche capitoli autoconclusivi o serie derivate da manga serializzati su Shōnen Magazine.